# Voorstad

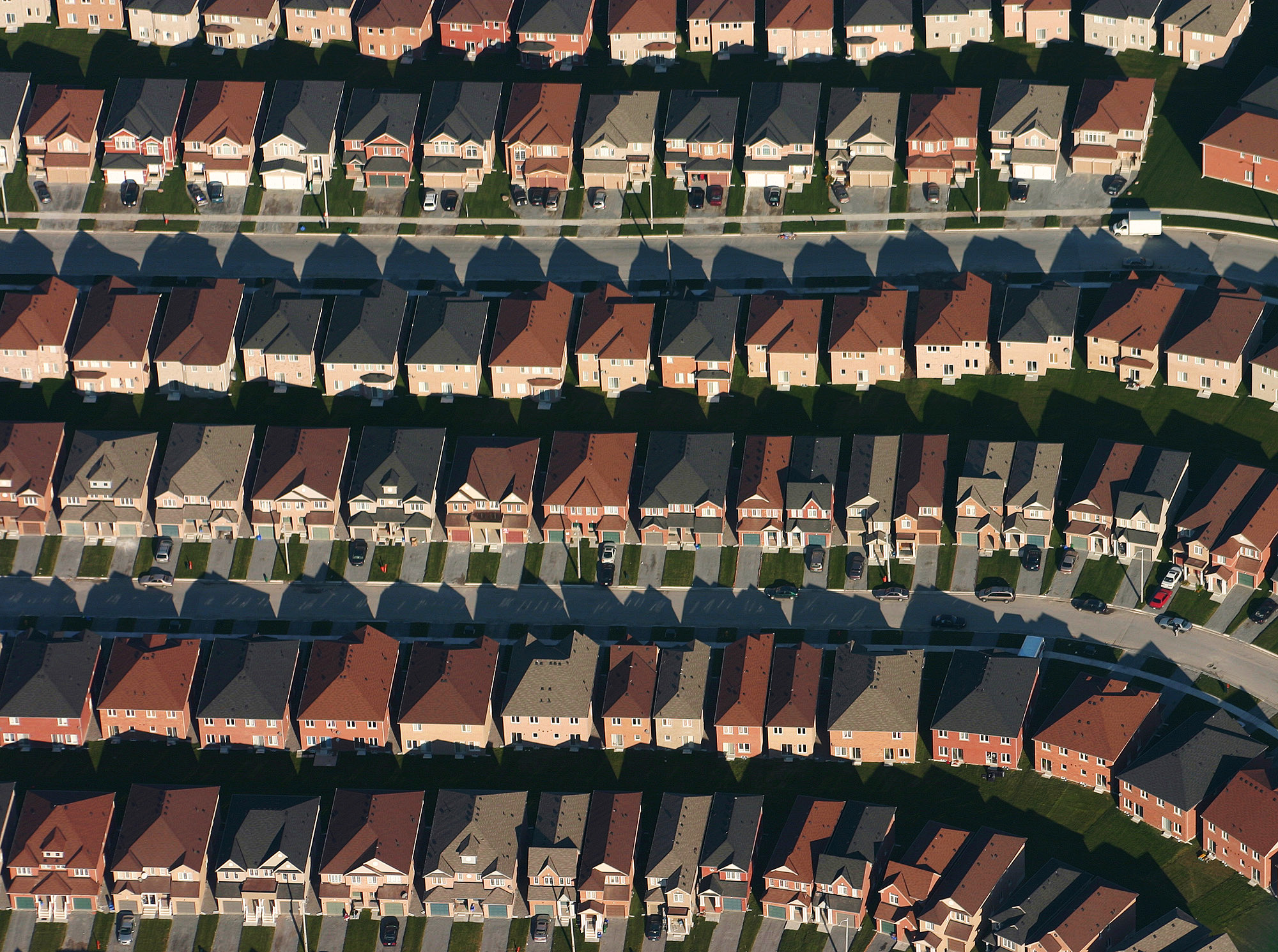
Typische indeling van een Amerikaanse suburb.

Een voorstad is een plaats die tegen de rand van een grotere centrale stad ligt. Het verschil met een buitenwijk is dat het bestuurlijk onafhankelijk is en dus buiten de stadsgrenzen ligt. Meestal loopt de bebouwing van de centrale stad door zodat voorsteden door sommigen gezien worden als onderdeel van de centrale stad.
Voorsteden kunnen gepland zijn (groeikernen), uitgegroeid zijn vanuit oude agrarische nederzettingen of bestaande kleinere steden zijn die in de loop van de geschiedenis tegen de grenzen van een grotere stad zijn aangegroeid. Voorsteden vormen meestal samen met een centrale stad of met meerdere centrale steden, inclusief buitenwijken, andere voorsteden en omringende semi-aangrenzende woonplaatsen agglomeraties. Het begrip "satellietstad" kan slaan op voorsteden, maar meestal slaat het op geplande, apart gelegen stadsdelen. Voorsteden van een centrale stad kunnen op hun beurt ook zijn omringd door voorsteden. Men blijft ze dan echter voorsteden van de centrale stad noemen.
Bovenstaande definities slaan meestal op West-Europa. In de Verenigde Staten is het onderscheid tussen voorsteden, buitenwijken en satellietsteden moeilijker te maken en worden zij allemaal onder de noemer "suburb" gerekend, wat letterlijk "onderstad" betekent.
Voorbeelden in België en Nederland zijn Vilvoorde in het stedelijk gebied van Brussel, Mortsel bij Antwerpen, Rotterdam heeft Capelle aan den IJssel en Spijkenisse en Amsterdam heeft als voorstad Amstelveen.